# La resistencia (Ernesto Sabato)
La resistencia es un ensayo del escritor argentino Ernesto Sabato publicado en 2000. El libro se divide en cinco partes y un epílogo, en las cuales se perciben, entre hechos que aluden a la misma vida del autor, diversos temas de criticismo a la sociedad moderna, al individualismo, a la pérdida de valores espirituales, y la necesidad de la comunicación con el otro. La obra se enmarca en el carácter de Sabato de escritor existencial.

## Contenido

### Primera parte: Lo pequeño y lo grande
Sabato expresa una esperanza que llama «demencial» en que siente que se puede vivir una vida más humana en una sociedad marcada por el individualismo y la competencia. Establece por convicción lo que él llama «valores del espíritu», que son los únicos remedios que pueden salvar a la humanidad de la soledad y deshumanización en que ha caído el hombre moderno. Culpa a los aparatos virtuales, entiéndase la virtualidad como el progreso de la informática y el auge de la televisión como fuente preferida de entretenimiento, que aparta al hombre de su entorno: 

Porque a medida que nos relacionamos de manera abstracta más nos alejamos del corazón de las cosas y una indiferencia metafísica se adueña de nosotros, [....] el hombre está perdiendo el diálogo con los demás y el reconocimiento del mundo que lo rodea siendo, que es allí donde se dan el encuentro, la posibilidad del amor, los gestos supremos de la vida.

 Por esto mismo, según Sabato, el hombre se halla en una profunda soledad existencial, ya que no tiene comunicación con el otro. Así, «la cercanía con la presencia humana nos sacude, nos alienta, comprendemos que es el otro el que siempre nos salva». Ahora, a través de lo virtual, no se da una comunicación afectiva con el otro.
La idea de la resistencia comienza a aparecer en este ensayo cuando explica que ésta consiste en no permanecer en actitud pasiva y quejarse del ruido y de lo que llama «intrusión sensorial»: 

El hombre se está acostumbrando a aceptar pasivamente una constante intrusión sensorial [....] que termina siendo una servidumbre mental, una verdadera esclavitud. Pero hay una manera de contribuir a la protección de la humanidad, y es no resignarse.

Además, en esta primera carta, Sabato hace referencia a la televisión como "el opio del pueblo" <<Karl Marx>>. No solamente por ser adictiva y llenar de incertidumbre a todo aquel que la consume, sino que también, porque poco a poco la sociedad se va perdiendo en una guerra donde es víctima, va perdiendo los valores ante la incapacidad de reaccionar.

### Segunda parte: Los antiguos valores
Los valores espirituales a los que Sabato se refiere son los siguientes que enuncia en este fragmento: 

La vida de los hombres se centraba en valores espirituales hoy casi en desuso, como la dignidad, el desinterés, el estoicismo del ser humano frente a la adversidad. Estos grandes valores espirituales, como la honestidad, el honor, el gusto por las cosas bien hechas, el respeto por los demás, no eran algo excepcional, se los hallaba en la mayoría de las personas.

 También considera la solidaridad como el fundamento del comportamiento humano: la cima, o como le llama, la «cumbre». Llega a afirmar la existencia de Dios como algo necesario: 

Cuando ya no hay un Padre a través del cual sentirnos hermanos, el sacrificio pierde el fuego del que se nutre. Si todo es relativo, ¿encuentra el hombre valor para el sacrificio? ¿Y sin sacrificio se puede acaso vivir?

Hace una crítica a la globalización porque quiere crear uniformidad en los seres humanos. Esta uniformidad destruye las culturas que se caracterizan por ser diversas unas de otras. En efecto, según el mismo Sabato, la relativización por parte de la cantidad de culturas y la globalización el ser humano ha perdido «el sentido de los valores». En efecto, la importancia de las culturas, de acuerdo con Sabato, es que «el conocimiento de otras culturas otorga la perspectiva necesaria para mirar desde otro lugar, para agregar otra dimensión y otra salida a la vida.»
Sobre la religión, Sabato afirma que el hombre dentro de su crisis existencial ha vuelto a ella «en busca de Alguien que lo pueda sostener». También afirma que el problema está en que «al sobrevalorarse lo racional, fue desestimado todo aquello que la lógica no lograba explicar». A esto se le conoce como secularización. Ocurre que, según Sabato escribe, a través de esas manifestaciones religiosas el hombre indaga en su condición última que es trascendente.

### Tercera parte: Entre el bien y el mal
Sabato toca el tema de la educación y cómo se ha de educar a cuidar el ambiente y que fomente la vida comunitaria y la búsqueda del bien común. El hombre mismo es quien oscila constantemente entre el bien y el mal: 

El hombre, el alma del hombre, está suspendida entre el anhelo del Bien, esa nostalgia eterna de amor que llevamos, y la inclinación al Mal, que nos seduce y nos posee, muchas veces sin que ni siquiera nosotros hayamos comprendido el sufrimiento que nuestros actos pudieron haber provocado en los demás.

También, se hace referencia a lo "bueno" y "malo" que puede aspirar el hombre, es verdad que el hombre es también un ser vivo, y no debería extinguir ni extinguirse así mismo. Pero, eso no es lo que nos caracteriza como especie, pues es imposible no tener el mal dentro de nosotros, es imposible negarnos a no participar en actos execrables. Es por esto que, siempre rondaremos entre el bien y el mal, entre las hazañas que podemos lograr en favor de todo el planeta y entre las más temibles acciones que podemos cometer en contra de nuestros congéneres.

### Cuarta parte: Los valores de la comunidad
Sabato considera en crisis el mundo contemporáneo capitalista, que está basado «en la idolatría de la técnica y la explotación del hombre». Argumenta que se incumbe clamar con el fin de que el gobierno convierta su mando en caridad y hace una alusión al Contrato social de Rousseau cuando habla del bien común, no como suma de las voluntades individuales, sino el bien supremo.

### Quinta parte: La resistencia
Lo primero que plantea es el problema del vértigo en nuestra sociedad, tan afamada por el trabajo y la técnica. Esta velocidad es deshumanizante y dice Sabato que el hombre tiene que vivir con serenidad: «La serenidad, una cierta lentitud, es tan inseparable de la vida del hombre como el suceder de las estaciones lo es de las plantas, o del nacimiento de los niños.» La salvación del hombre, dice Sabato, está en el amor: «el ser humano [...] sólo se salvará si pone su vida en riesgo por el otro hombre, por su prójimo, o su vecino, o el chico abandonado en el frío de la calle. Un acto de arrojo como saltar de la casa en llamas no es un hecho racional, pero no es importante que lo sea, nos salvaremos por los afectos.»
La resistencia está, por último, en un fragmento del último párrafo que dice:

En esta tarea lo primordial es negarse. Defender, como lo han hecho heroicamente los pueblos ocupados, la tradición que nos dice cuánto de sagrado tiene el hombre. No permitir que se nos desperdicie la gracia de los pequeños momentos de libertad que podemos gozar: una mesa compartida con gente que queremos, una caminata entre los árboles, la gratitud de un abrazo. El mundo nada puede contra un hombre que canta en la miseria.

### Epílogo: La decisión y la muerte
Profundiza Sabato en lo efímero de la vida. Habla de cómo hay sólo una vida y cada hora y momento es único y no se vuelve a repetir. Y afirma creer que lo principal en cada hombre es cumplir lo que cada cual cree que es su destino. De acuerdo con el destino, se toman las decisiones para ejecutarlo. Por otro lado, vuelve a denunciar el fin de esta sociedad; y cómo no es capaz de producir algo perdurable. Propone también como decisión ante la muerte, la apertura a lo nuevo y la confianza en la vida. Nos trata de explicar que las personas tienen que ser libres de hacer lo que quieran.